# August Schmarsow

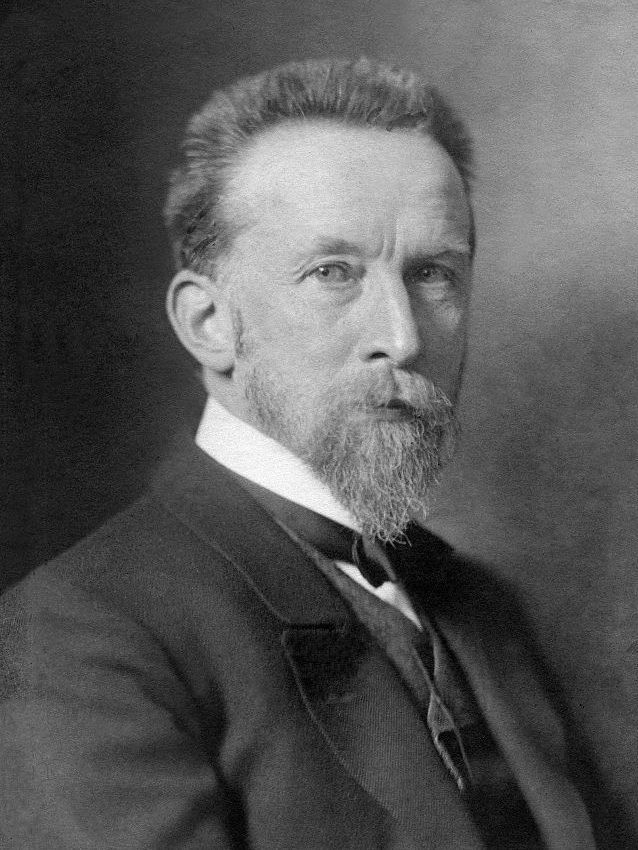
August Schmarsow

August Schmarsow (* 26. Mai 1853 in Schildfeld (heute zu Vellahn), Mecklenburg-Schwerin; † 19. Januar 1936 in Baden-Baden) war ein deutscher Kunsthistoriker. Zeitlebens bemühte sich Schmarsow um eine Erkenntnis des Wesens der Kunst und um die Wesensbestimmung der kunstgeschichtlichen Terminologien. Darüber hinaus postulierte der Kunsthistoriker Schmarsow im Rahmen seiner Forschung einen gestalterischen Zusammenhang in der Kunst.

## Werdegang
Schmarsow studierte Germanistik, Philosophie und Kunstgeschichte in Zürich, Straßburg und Bonn. 1877 promovierte er in Straßburg und arbeitete anschließend am Berliner Kupferstichkabinett. 1881 folgten seine Habilitation mit dem Titel „Raffael und Pinturicchio in Siena“ und der Beginn seiner Lehrtätigkeit als Dozent für Kunstgeschichte in Göttingen, wo er 1882 zum Professor berufen wurde. 1885 folgte eine Professur in Breslau, die er 1888 niederlegte. 1892 ging er nach Florenz, um dort die Gründung des Kunsthistorischen Institutes, das die Erforschung historischer italienischer Kunst und Architektur fördert, vorzubereiten. 1893 folgte er einem Ruf nach Leipzig, wo er bis 1919 mehrere Jahrzehnte als ordentlicher Professor für Kunstgeschichte lehrte. Seit 1894 war er Mitglied der Sächsischen Akademie der Wissenschaften.
Seine am 8. November 1893 gehaltene Antrittsvorlesung an der Universität Leipzig mit dem Titel „Das Wesen der architektonischen Schöpfung“ (publiziert 1894) gilt als wesentlicher Beitrag zur Architekturtheorie des 19. Jahrhunderts. Schmarsow betont dabei die herausragende Bedeutung der Architektur als Raumgestalterin: „Die Geschichte der Baukunst ist eine Geschichte des Raumgefühls, und damit bewusst oder unbewusst ein grundlegender Bestandteil in der Geschichte der Weltanschauungen.“
1896 folgte Schmarsows zweiter grundlegender Vortrag zur Raumtheorie mit dem Titel „Ueber den Werth der Dimensionen im menschlichen Raumgebilde“, der noch im selben Jahr veröffentlicht wurde.
1923 wurde er zum auswärtigen Mitglied der Göttinger Akademie der Wissenschaften gewählt.

## Veröffentlichungen
Schmarsow ist Autor der Biografien von Pierre Jean David d’Angers, Jean Auguste Dominique Ingres, und Pierre Paul Prud’hon in Robert Dohmes Kunst und Künstler; Raffael und Pinturicchio in Siena (1880).
Weitere Buchveröffentlichungen:
- Melozzo da Forli (1886)
- Giovanni Santi (1887)
- St. Martin von Lucca und die Anfänge der toskanischen Sculptur im Mittelalter (1889)
- Masaccio-Studien (1895–99), mit Atlas
- Barock und Rokoko (1897)
- Grundbegriffe der Kunstwissenschaft (1905)
- Federico Barocci (1909–10)
- Gherardo Starnina (1912)